# Moriarty, New Mexico
Moriarty, New Mexico (енгл. Moriarty) град је у америчкој савезној држави Њу Мексико.

## Демографија
По попису из 2010. године број становника је 1.910, што је 145 (8,2%) становника више него 2000. године.
| Група             | 2000.       | 2010.       |
| Белци             | 978 (55,4%) | 963 (50,4%) |
| Афроамериканци    | 11 (0,6%)   | 33 (1,7%)   |
| Азијати           | 5 (0,3%)    | 15 (0,8%)   |
| Хиспаноамериканци | 720 (40,8%) | 834 (43,7%) |
| Укупно            | 1.765       | 1.910       |